# Газовий фактор (нафтовидобування)
Газовий фактор (експлуатаційний), (рос.газовый фактор, англ. gas factor, gas-oil ratio; нім. Gasfaktor m, Gas-Ol-Verhältnis n) — вміст газу в продукції нафтовидобувних свердловин. 
Вимірюється в м3/м3, м3/т. Об'єм газу при цьому приводиться до тиску 1,01•105 Па і t=20 °C. 
Розрізнюють первинний (початковий) і поточний Газовий фактор.
Перший характеризує нафтовий поклад на початку розробки, другий — на кожному її етапі. У випадку, коли пластовий тиск у покладі вищий за тиск насичення (немає виділення з нафти розчиненого газу), Г.ф. залишається постійним і дорівнює первинному газовмісту пластової нафти.
На Г.ф. впливає також режим роботи покладу. При водонапірному режимі Г.ф. не змінюється протягом усього періоду розробки покладу, при газонапірному режимі в останній стадії розробки швидко зростає, при режимі газованої рідини спочатку швидко підвищується, потім у міру виснаження покладу, інтенсивно падає. Значення Г.ф. можуть досягати дек. тис. м3 газу на 1 т нафти.

## Газовий фактор диференціального розгазування пластової нафти
Газовий фактор диференціального розгазування пластової нафти, (рос.газовый фактор дифференциального разгазирования пластовой нефти; англ. gas factor of differential [gas] separation of oil in place; нім. Gasfaktor m der Differentialentgasirung f des Schichtenerdöls) — об'єм нафтового газу, зведений до стандартних умов, який виділяється із пластової нафти при ступінчастому (не менше ніж триступінчастому) розгазуванні від початкових пластового тиску і температури до тиску і температури в пласті на кінець розглядуваного періоду розробки родовища і віднесені до маси залишеної в пласті нафти.

## Газовий фактор компонентний
Газовий фактор компонентний, (рос.компонентный газовый фактор; англ. component gas-oil ratio; нім. Komponentengasfaktor m) — добуток мольної частки компонента у складі нафтового газу на газовий фактор.

## Газовий фактор пластовий
Газовий фактор пластовий,(рос.пластовый газовый фактор; англ. formation (reservoir) gas-oil ratio; нім. Schichtengasfaktor m) — кількість нафтового газу, зведена до стандартних умов (200С і 760 мм рт.ст.) і віднесена до одної тонни нафти, яка розгазована при одноразовому зниженні тиску від пластового до 760 мм рт.ст. Г.ф.п. визначають з метою порівняння фізико-хімічних характеристик різних нафт і контролю за розробкою родовища. Син.: газовміст нафти.

## Газовий фактор робочий
Газовий фактор робочий, (рос.рабочий газовый фактор; англ. operating gas factor, operating gas-oil ratio; нім Triebgasfaktor m) — кількість нафтового газу, зведена до стандартних умов (200С і 760 мм рт.ст.) і віднесена до одної тонни видобутої нафти, яка розгазована на ступенях сепарації, що прийняті для даного родовища, включаючи гарячу і вакуумну сепарації, з врахуванням газу, який виділяється із нафти під час її стабілізації.